# 御苑生メイ
御苑生 メイ（みそのお メイ、2月27日生）は、日本の女性声優。AG-promotion所属を経て2011年8月1日からフリー。主にアダルトゲームに声をあてている。広島県出身。

## 人物
声優志望ではなく、友人の声優からドラマCDの収録現場の見学に誘われモブ役の台詞を演じたことをきっかけに勉強会へ参加した。インターネットラジオ番組の『アケミとマリカのがっちゅみりみり放送局』のオーディションに合格し、アシスタントとして出演したことをきっかけにアダルトゲーム声優としての道を歩む。この時スタッフに「見て見て！期待のド素人！」と呼ばれたという。
なお、芸名である「御苑生」は漫画『おにいさまへ…』の主人公から取ったもの。

### エピソード
- オーディションで彼女を抜擢した先輩声優の金田まひるを師と仰いでいる。『アケミとマリカのがっちゅみりみり放送局』の番組中はコスチュームプレイ姿で出演、コスプレ声優と自称していたが、番組リニューアルに伴う降板と共にコスプレ声優を辞めると宣言（しかし、それ以降もラジオ番組にゲスト出演した際には度々コスチュームプレイ姿で登場することがある）。
- ラジオ番組等に出演時、自己紹介が個性的で「お茶の間の精神的ストリッパー」と称したり、自分で作詞作曲したテーマソングを歌う場合もありテンションが高いことで有名。顔は美形と評されるが下ネタ発言が多いので「顔は良いのに」と周囲を唖然とさせることがある。常に明るい性格からムードメーカーとして同業者からの人気が高い。
- 榎津まおとは親友でプライベートでもよく遊んでいる。
- 中国語文学科出身で第1外国語が中国語、第2外国語はドイツ語。先生が優しそうだったので選択したとのこと。
- 声優になる前にケーキ屋で働いていたことがあり、初めてデコレーションしたのはザッハトルテとのこと。

## 出演
太字は主役・メインキャラクター。

### テレビアニメ
- しーくれっとみっしょん〜潜入捜査官は絶対に負けない!〜（2023年、雷土吏子）

### アダルトアニメ
- 催眠凌辱学園（白金 麗華）- 第二話より。
- DISCIPLINE 零（松野 香織）
- 陰陽師 妖かしの女神〜淫乱呪縛〜（2009年 - 2010年、玄武）
- 魔法少女アイ参（2009年、アナウンサー）
- 山姫の花-真穂-（2011年、中嶋 早紀）
- 聖ヤリマンシスターズ パコパコ日記 THE ANIMATION（2015年、永瀬 真希[6]）
- エタニティ 〜深夜の濡恋ちゃんねる♡〜（2020年、櫻井穂乃香[7]） - 完全版
- えろげー! Hもゲームも開発三昧（藤原 桃花）
- 都合のよいセックスフレンド?
  - 〜SF戦争勃発!! 私の武器はこの身体編〜（柳 涼子）[8]
  - 〜激撮！密着SF24時!? エロエロ捜査最前線編〜[9]
  - 〜Hなおねだり鬼仕様！5人の希望はエロエロヘビーローテーション♡ 編〜（柳 涼子）
  - 〜太陽の下で、あん・あん・あん♡露天のお風呂で、ぴゅっ・ぴゅっ・ぴゅっ♡ 編〜（柳 涼子）
- かがち様お慰め奉ります 〜寝取られ村淫夜噺 （富蔵 愛実）
- ばくあね 弟しぼっちゃうぞ! THE ANIMATION（早崎 菜留[10]）
- ランス01 光をもとめて THE ANIMATION[11]
  - 第1話「ランス、起つ!!」（ネカイ・シス）[12]
- なまイキ 〜生粋荘へようこそ!〜 THE ANIMATION（江澄 芽依[13]）
- 狂った教頭 断罪の学園（新堂 麻由美）
- 寝取られファイター ヤリっちんぐ!（知先 愛）
- オトコの娘 お嬢様っ 光と綾奈の秘密コレクション!（綾奈）
- 乳色吐息
  - 上巻「幼なじみに男を刻め！」（さやか）[14]
  - 下巻「妹に兄の威厳を見せつけろ」（さやか）[15]

### アダルトゲーム
2003年
- ママさんバレー乳ゆれまんせー（わるぎつね、AV女優）
- 忍ちっく☆はぁと（姫子）
- 眠れぬ者達へ（大谷 あかり）
- ときどきシュガー

2004年
- 虐襲（ユリア・ランドクルス）
- 教祖様の野望 〜帝都コスプレ化計画〜（春日野 妃美華）
- 鉄腕がっちゅ!（メイメイ）
- まじれす!! 〜おまたせリトルウィング〜（森崎 早苗）
- 魔将の贄

2005年
- 特命戦隊ユズレンジャー（由良 緑樹）
- ANIpackII（ユリア・ランドクルス）
- 君に燈る灯

2006年
- 艶劇倶楽部 -汚れたカーテンコール-（高梨 里緒）
- まほ☆たま「みみっこ編」/「おっぱい編」/「手コキ編」（片瀬 美希）
- とりｘとり（マミー）
- おしえて Re:メイド（モブキャラ）
- まいんど☆ぱぺっと -ファミレス店長のアブない野望-（天王寺 隼人）
- み・こ・こ・ん -巫女婚-（黒命婦）
- 純恋 〜JUNREN〜（ポチ）

2007年
- 虐襲弐 〜巫女ノ祭壇〜（清白、ユリア・ランドクルス）
- 水恋（弓弦美月）
- やりすぎ! スイミングスクール（美津濃 ありな）
- リリミエスタ（涼原 綾乃）
- Despair Witch（稲美 祐香）

2008年
- あねてぃ!?（月嶋 乙羽）
- ニセ教師 〜性活指導ADV〜（成瀬 沙織）
- プラゥヴ クルイード（弓子・ヘパリーゼ）
- 萌日記（雨宮 萌）
- ねこマタ 〜ふたなり編〜（サーヤ）
- 超外道勇者（ラシーナ・ギーク）
- オト☆プリ 〜恋せよ!乙女王子様♪ドキドキウェディングベル〜（久保田 千寿）
- ボクだけの肉欲人形〜白濁のコスプレイヤー〜（花宮 五月）
- 真・恋姫†無双 〜乙女繚乱☆三国志演義〜（張宝）

2009年
- M 〜お姉ちゃんの集中恥療!〜（東雲　ぽち）
- 桜吹雪 〜千年の恋をしました〜（天蕗 雪花）
- Spicy Spycy（黒崎 緋華、一ノ瀬 晴子）
- SOUL FOUNDATION II（カガリ・ユラ・アスハ）
- ホリゾーンの上 〜預言の書〜（エクレール・ウェトマン）
- くる〜ず☆クルーズ 〜少女の10年とちいさな約束〜（三笠 十和子）
- 職員室（安藤 聡美）
- 兄嫁いじり（六角 未希）
- 終わりなき夏 永遠なる音律（草田 那美）
- 狂イク指導3 〜大和撫子最終計画〜（沢渡　ひなの）
- 鬼父2（牧野 ふゆ）
- 学園ペッツ3 〜精液まみれの図書館〜（篠田 陽子）
- 黄昏に煌く銀の繰眼（藤野 美奈子）
- ひしょ×ひしょ（真砂谷 ほたる）
- 境界線の果て 〜ふたつの性別、ふたつの性格〜（雲隠 めぐり）
- 勇者からは逃げられない!（エクレール）
- 淫夢街 〜女勇者魔姦クエスト〜（ミルカ・フォルセル）
- 学園征服計画（九条 綾乃）
- モリガンの憂鬱〜淫堕の女王〜（モリガン）
- 姉@マス -THE ANE MASTER-（柏木 綾香）
- 淫辱心療クラブ（美咲 百合）
- 痴女の館〜痴的な女主人〜（鞠香）
- 花鳥風月 〜恋ニヲチタル花園ノ姫〜（天蕗 雪花）
- 姉妹淫墜〜報復の錬金取引〜（禍摘 御影）
- 絶対★魔王 〜ボクの胸キュン学園サーガ〜（ひよこ / カルラ）
- メモリア（雪・クラウス・桜坂 / アイス屋店員 / 猫 / 女性レポーター）

2010年
- 林間島（結城七海）
- ルーンロオド（ベルティテルデ・ランスター、ロレンツオ・アルケミー）
- ナンパ生ハメ 中出し万歳2（由布 真知子）
- ぴゅあらっ!（敦丸 咲）
- 恋刀乱麻 〜わたしが、アナタを、守るからっ!!!〜（阿坂 しぐれ）
- ふくびき! トライアングル（長橋 千秋）
- Cross Days（甘露寺 八江）
- 座敷楼 -無垢乙女狂育-（嘉納 千鶴子）
- 黒獣 〜気高き聖女は白濁に染まる〜（クラウディア・レーヴァンタイン）
- 痴漢教師 〜狙われた牝生徒〜（緑川 葵）
- ゴニン!? 〜ピタリと的中! 強制占い♪〜（神月 ぼたん）
- 裸の王様（吉村 ありす）
- 狂った教頭No.2 〜この支配からの卒業〜（蓮城寺 薔薇乃）
- えろげー! 〜Hもゲームも開発三昧〜（藤原 桃花）
- こんそめ! 〜combination somebody〜（市倉 吉佳）
- すくぅ〜るメイト2（蘇芳）
- 処女はお姉さまに恋してる 〜2人のエルダー（梶浦 緋紗子、御門 妙子）
- 真・恋姫†無双 〜萌将伝〜（張宝）
- GREATER HEAL（セラ子）
- Elle:PrieR 〜しあわせの欠片をさがして〜（木野 まどか、のりタマ）
- 完熟☆さくらん棒ッ! 〜ヒキオタ達の姉妹交換〜（米沢 遥）
- Sacred†Vampire（桐生 霧）
- 淫辱都市/堕天の贄（ルシール）
- 普通じゃないッ!!（夏川 茜）
- Junk Seeker（八重 もみじ）
- 他の男の精液で孕んでもいいですか…?4 憧れていた先輩のむっちり美乳は僕のものではなかった--知りたくなかった彼女の秘蜜--（綾川 沙織）
- 触禍 〜処女を狙う黒い触手〜（和泉 美冬）
- Knight Carnival!（ガウェイン）

2011年
- アネカノ -お姉ちゃんとえっちであまーいヒミツの関係-（野山 椿）
- 巨乳ファンタジー外伝（ネリス）
- 学園退魔! ホーリー×モーリー（クロエ）
- まかぱらっ! 〜あの世でめちゃモテ〜（愛里 ここな/サキュバス）
- ムコ取り十番勝負!（桐生院 美姫）
- euphoria（葵 菜月）
- MUV-LUV UNLIMITED THE DAY AFTER episode:01（楠本 さやか）
- 魔法少女フェアリーナイツ（悠木 莉緒 / フェアリーランサー）
- らぶ2Quad（朝陽）
- 魔法戦士フェアリーメイズ（直江繭/フェアリーシルク）
- プリーズ・レ◯プ・ミー!（天海 紗代）
- なびnavi☆おーしゃん 〜恋のクルージングは風まかせ〜（三笠 十和子）
- 夏雪 〜summer_snow〜（沢渡 夏雪）
- 制服天使（愛姫 ほのか）
- 彼女は高天に祈らない（ウカノミタマ） 
- Master×Re:master（真行寺 冴香）
- 目眩く侮愛の宴（小山内 千佳）
- やりすぎいたずら!スイミングスクール（美津濃 ありな）
- 他の男の精液で孕むとき（佐藤 恵美）
- 俺と冴子さんと寝取られメール（常盤 志帆）
- 都合のよいセックスフレンド?（柳 涼子）
- カスタムメイド3D（甘えん坊、純真、クーデレ、ツンデレ）
- カスタムメイド3D 性格パック（健気、ドS）
- 聖ヤリマン学園援交日記（みほ）
- 美乳kiss姉 理美 「弟のクセに逆らうなんて……ナマイキよ」（戌井 理美）
- 紅炎の守護騎士キシャル（水城 あかり、キシャル）

2012年
- 水月 弐 〜追憶〜（立花 紫）
- Wanna. 〜スパルタンセックス スペルマックス!!!〜（柊 愛希）
- しりこん☆まじっく（ファイ）
- Princess-Style（蓬田 祥智）
- 英雄*戦姫（ガラハド）
- 団地妻となう。（守口 円）
- 性狂育 〜モンスターペアレントの理不尽な要求〜（早瀬 理彩）
- VenusBlood -FRONTIER-（フェンリル）
- LILITH-IZM08 のぶしと黒IZM（常盤 志帆）（悠木 莉緒 / フェアリーランサー）
- 虹翼のソレイユ-vii's World-（ウルズ）
- 或ル家族ノ姦系図（御調 つぐみ）
- ポケットに恋をつめて（呉藤 凜音）
- 出撃!乙女たちの戦場3〜電撃作戦!戦果はエースの名のもとに〜（ファイーナ・セル）
- 死神のテスタメント〜menuet of epistula〜（ローザ）
- MUV-LUV UNLIMITED THE DAY AFTER episode:02（楠本 さやか）
- 俺が主人公 〜ナカに入って俺がダす!〜（ゆな）
- 桜ノーリプライ（朝比奈 苺）
- LEWDNESS -Vita sexualis-（九龍 葉月）
- 未亡人日記 -it's a wonderful wif,,,widow-（園村 綾子）
- ベロちゅー! 〜コスプレメイドをエロメロしちゃう魔法の舌戯〜（御薗 千春）
- 巨乳ファンタジー2（ナディーヌ）
- 真・蟻地獄（堤 日向）
- 妹びらいざー（七瀬 泉美）
- ピュアガール（芽上 鈴）
- 美少女万華鏡 -忘れな草と永遠の少女-（沢渡 雫）
- かみデレ（大黒 美穂）
- おれつま! 〜オレがマンション管理人になったら人妻たちとちょっとイイコトできちゃうかも!?〜（今枝 春海）
- パパラブ2軒目 〜私たちみ〜んな、お父さん大好き!〜（時田 逸夏）
- ぜったい!マジイキ!?イチャずらはぷにんぐ! 〜変形!、変態?手に入れた能力でエロメロパワーを収集せよ〜（遠野 夏希）
- 息子のためなら淫らになれる母（牧原 やよい）
- 『彼氏いない歴＝年齢』じゃ、どうしてイケナイのよ!? 〜聖トレア学園恋愛禁止令〜（久城 瑠璃）
- SINCLIENT（システィーナ）
- 九十九の奏〜欠け月の夜想曲〜（三角 愛那）
- 恋色マリアージュ（秋吉 ねここ）
- キミへ贈る、ソラの花（南須原 雛菊）
- くの一菖蒲 〜艶熟精堕淫舞〜（小春）
- 操心術∞（吉峰麗）
- 戦極姫4〜争覇百計、花守る誓い〜（出雲阿国、細川忠興、黒田官兵衛）
- 奥様は元ヤリマン（鈴元 眞子）

2013年
- GEARS of DRAGOON 〜迷宮のウロボロス〜（シズナ・キザキ）
- 目覚めると従姉妹を護る美少女剣士になっていた（一条 結女）
- ドM男探偵がイク2 私のシモベになりなさいっ!（吉野谷 理絵）
- 姫巫女 燦-san-（早良 愛依菜）
- パステルチャイム3 バインドシーカー（シャーリー・コルベット）
- 突然怪人兼事務員の俺が魔法少女達を堕とす話（西城 冴華（エンジェルライト））
- 精神性愛パラフィリア（瀬名 依津美、いづ美、イヅ）
- ポケットに恋をつめて（呉藤 凛音）
- おっぱい以外がダメすぎる姉（天神 柚女）
- 聖エステラ学院の七人の魔女（天賀瀬 智美）
- ぜったい遵守☆子作り許可証 ぱらだいす!! 〜嗚呼、素晴らしき孕ま世界〜（有栖川 天音）
- プレイ!プレイ!プレイ!惨（黒川麻里子/杉本珠理奈/リタ）
- 女子校生が語る痴漢電車（春日井 みおり）
- ポルノ作家 麻由華 と、淫熟未亡人と堅物編集者とウブ義姉（竹本 真咲）
- 牝教師3〜淫悦の学舎〜（小松崎 志乃）
- 魔導巧殻 〜闇の月女神は導国で詠う〜（メイメイ・アンダステーク）
- 執事が姫を選ぶとき（桂ノ宮 志津子）
- らぶおぶ 恋愛皇帝 of LOVE!（楠木 千歳）
- ChuSingura46+1 -忠臣蔵46+1-（清水 一学)
- BUNNYBLACK 3（マクドゥ）
- クラス全員マジでゆり?!〜私達のレズおっぱいは貴女のモノ・女子全員潮吹き計画〜（安芸 杏子、鳳翔 綾音）
- サンタフル☆サマー（桐ヶ谷 初花）
- DominancE -ドミナンス-（イリーザ）
- 花嫁狩凌 〜絶対快楽の白濁淫毒〜（橘樹 千帆）
- 瞳の烙淫3 -双眸の洗脳調教-（宮小路 静葉）
- エピデミック〜感染拡大〜（新庄 司）
- 魔法少女みおん〜魔生受胎の刻〜（珠樹 みおん）
- 俺と彼女がミステリーな件について（大辻 菖蒲）
- たまはじ!-たまたまハジケル妹たち-（天笠 蓬）
- みずカノ!〜水着の彼女とHしよ〜（桃谷 浅瀬）
- あおぞらストライプ（沢渡 琴音）
- 管理人さんは未亡人（竹内 陽菜子）
- 聖ブリュンヒルデ学園 少女騎士団と純白のパンティ（クラリス）
- 星ノ音サンクチュアリ（瀬里奈・マルグリッド・オクタヴィアス）
- 1番じゃなきゃダメですかっ?（三月 瑠璃）
- 三極姫3〜天下新生〜（皇甫嵩、厳顔）
- 夏の幼馴染と、冬のカノジョ（寄忍 由良利）
- Magical Marriage Lunatics!! 〜マジカル マリッジ ルナティクス〜（美都之玉依姫）
- 夢か現かマトリョーシカ（園山 葵）
- 冷淫 〜雨音に混じる少女の嬌声〜（真理菜/花音）
- あね☆しょた! 〜キミの精子。カッピカピになるまで吸い続けてあげる♪〜（四季 架奈枝）
- 巨乳ファンタジー外伝2（ネリス）
- ツゴウノイイ家族（九々津 那琴）
- 膣内の異物-リモコンバイブで強制命令-（今村 由香里）
- 赤さんと吸血鬼。（インゴット）
- あねいもNeo+ 〜Second Sisters〜（高天 明日香）
- VenusBlood -GAIA-（ククル・カナン）
- MA☆KO HUNTER（クロウ・リティス）
- あまたらすリドルスター（有栖 梨奈）
- オトメスイッチ 〜彼が持ってる彼女のリモコン〜（七嵐 沙耶）
- 聖ヤリマンシスターズ♥パコパコ日記（永瀬 真希）
- 戦国†恋姫〜乙女絢爛☆戦国絵巻〜（木下 ひよ子 秀吉）
- 戦場のフォークロア -亡国の騎士団-（レイチェル・ローズマリー）
- まじかりっく⇔スカイハイ 〜空飛ぶホウキに想いをのせて〜（ファナ＝アーシム）
- ラブレプリカ（氷野 咲子）
- つよきすNEXT（尽神 吉祢）

2014年
- クトゥルフ姦話（一条 雫）
- 新・白銀のソレイユ-ReANSWER-（浅海 “連十朗” 澪璃）
- 狙われた女神天使エンゼルティアー 〜守った人間達に裏切られて〜（静海 涼音）
- ばくあね〜弟しぼっちゃうぞ!（早崎 菜留）
- 変態マスク 正義の味方はTバック。ってアホな!（所沢 摩耶）
- 君がため、恋し乱れし月の華（巽、東風、南風）
- イノセントガール（逢坂 鼎）
- 110〜産婦人科 死刑囚 病院ジャック〜（赤羽 麻美）
- リアルプレイ（牧ノ内 恵）
- ももいろ性癖開放宣言!（織田 茉桜）
- 恋愛まで選択肢ひとつ（西條 霧緒）
- 英雄*戦姫GOLD（ガラハド）
- 天秤のLa DEA。戦女神MEMORIA（琉璃王イルン）
- レーシャル・マージ（エルル・アーリス）
- 戦場のフォークロア ─亡国の騎士団─ 追加シナリオ（レイチェル・ローズマリー）
- 恋愛♥はーれむ 〜大好きって言わせて〜（小波 咲耶）
- お尻っ娘ヴィーナス2（西園 鈴音）
- クリムゾン・ルナティクス（樫枝 氷織）
- 超催眠術学園（春日 胡桃）
- 姫汁（オルトリンデ）
- ジンコウガクエン2（然（性格））
- ハーヴェストオーバーレイ（八剣 小町）
- 恋DOKi（のりたま）
- 導かれしモノ達の楽園〜BEDLAM〜（橘 あかね）
- G.I.B. ガールズ・イン・ブラック（エリーゼ・ヴァレンシュタイン）
- メイクMeラバー（ネロ・クラウディス）
- ヤンだ私に精液（おくすり）ちょうだい♪（華埜井 澪）
- なまイキ〜生粋荘へようこそ!〜（江澄 芽依）
- PRIMAL×HEARTS（神流 歌奈）
- 世界を救うだけの簡単なお仕事（ルナ＝ライト）
- なないろリンカネーション（桔梗、芙蓉）
- あねよめカルテット（花菱 由梨奈）
- 巨乳ファンタジー2if（ナディーヌ）
- デーモンバスターズ 〜えっちなえっちなデーモン退治〜（陽名田 愛）
- サイミンZ（弥室 椎）
- ChuSingura46+1 武士の鼓動（清水 一学・甲佐 一魅）
- 鳥籠の姫 〜絶対妊娠の姉妹悦辱〜（籠蔵 柚葉）
- 七姫コレクション Princess Collection 〜美しき巨乳姫と人類最強の男〜（セラ）
- VenusBlood -HYPNO-（シルヴィア・ハマルティア）
- 紙の上の魔法使い（月社 妃）
- 帝都飛天大作戦（麗人M1号）

2015年
- 学園舞闘のフォークロア（白雪 美姫）
- ぴ〜かぶ〜! 彼女がエッチな水着に着替えたら!?（南 佳奈子）
- 鯨神のティアスティラ（西園寺 桃梨）
- 月光アルスマギカ -不可逆神域の少女たち-（鬼咲 鳴）
- ぜったい征服☆学園結社パニャニャンダー!!（上葉 しえら）
- 戦極姫6〜天下覚醒、新月の煌き〜（黒田 官兵衛、斉藤 義龍、尼子 経久）
- シロガネ×スピリッツ!（佐倉 青葉）
- 魔将の贄3 〜白濁の海に沈む淫辱の隷姫〜（アイリス・フォン・アウストリア）
- 誰もが彼女を狙ってる。（白崎 綾乃）
- 魔法少女 ぷらちなてるるちゃん（塔森 燐）
- プレイ!プレイ!プレイ!屍（能條 真幻、生駒 蘭世）
- アクよめ! 悪魔な嫁に絞られる（サリィ）
- 恋魂（庵堂 遠子）
- 巨乳ファンタジー デジタルノベライズ版（ネリス）
- 根雪の幻影 白花荘の人々（藤木 桔梗）
- メイプルカラーズHHH〜クラス全員俺の嫁!〜（P・Z・クーポン）
- カスタムメイド3D2（純真）
- 恥辱の制服（徳沢 明美）
- 星空のバビロン -迫り来るコズミックすけべおねぇさんズ-（メイメイ、ジェリー☆ノンノン）
- 紅い瞳に映るセカイ（敷島 苺）
- ソーサリージョーカーズ（小比類巻 結望）
- ましゅまろ♥いもうと♥さっきゅばす♥（真鍋 理璃）
- 塔の下のエクセルキトゥス（エルピス）
- ランス03 リーザス陥落（ネカイ・シス）
- Sexyビーチ プレミアムリゾート（笠原 なつめ）
- 三極姫4〜天下繚乱 天命の恋絵巻〜（曹操孟徳、李儒）
- Gカップシスターズ! 〜妹だらけの搾乳学園祭〜（舟渡 美姫）
- あねよめコンチェルト（花菱 由梨奈）
- オーク様と魔女 〜Orcland saga〜（エリシア・ハーティリー）
- 聖騎士セルシア〜悪辣たる姫君〜（セルシア・O・フォレストワーレ）
- 剣聖機 アルファライド（リディア）
- アンラッキーリバース Unlucky Re:Birth/Reverse（クレア・エレノアール）
- 吸血姫のリブラ（イリス・プミラ）
- 貞操観念ZERO 〜ヤリマン家族とハメ狂い夏休み〜（槍間 繰子）
- えむリア!〜俺がドMになったのはどう考えてもお前らが悪い〜（阿蘇 星美）
- さみだれグローインアップ!（桐生院 霧葉）
- ちんくる★ツインクル フェスティバル!（相武 瑠璃羽）
- ハラミタマ（九重 星花）
- 僕はキミだけを見つめる（森戸 美夜）
- マジカル☆ディアーズ（天宮 理空）
- Maggot baits（無名の魔女）
- つよきすFESTIVAL（尽神 きつね）
- リラクゼーション癒香･陽 〜人妻セラピスト達による癒しの時間〜（サキ）

2016年
- アンゲネームプラッツ（那菜 奈月）
- らぶ撮りハレーション（織姫 真夏）
- 俺の彼女が就職した会社はブラック企業だった…。（如月 亜美）
- 放課後3〜狙われた純潔〜（宇佐美 鈴乃）
- ワールド・エレクション（卦法院 紗月）
- 極煌戦姫ミストルティア ベルトスクロールアクション（天乃木 楓）
- 牝堕ち巨乳妻は俺のモノ（青葉 咲弥）
- がちゃがちゃ娘。PINK（サラカ）
- あけいろ怪奇譚（芙蓉）
- 天極姫2〜覇権争奪、幻妖の将星〜（黒田 官兵衛）
- 時計台のジャンヌ 〜Jeanne à la tour d'horloge〜（エドワルダ）
- PURELY×CATION（夏木 洸）
- ウィザーズコンプレックス（シャリファ・ルクサーナ）
- セクロスフィア（三鷹 スジャータ）
- 戦国†恋姫Ｘ 〜乙女絢爛☆戦国絵巻〜（木下 ひよ子 秀吉）
- 煌速聖姫パラスアテナ（音無 朔夜）
- 俺だけのアイドル -eyeの才能-（志筑 志津）
- 人妻刑事は元魔法少女〜2重スパイの俺が洗脳催眠を繰り返し寝取り堕とす〜（檜野 茜音）
- エンコーなう（*＾ε＾*）〜どんなエッチなお願いもサポ次第でおｋ♪〜（霧谷 百花）
- バカだけどチンチンしゃぶるのだけはじょうずなちーちゃん（椎名 ちえり）
- 1分の2恋ゴコロ（春雨 みのり）
- 裏生徒会よ、肛門を制圧せよ!（斎条 真理亜）
- 女装学園（孕）（蓬田 昌）
- ハニーセレクト（ヤンデレ）
- 巨乳ファンタジー外伝2after（ネリス）
- リラクゼーション癒香・Ｍ 〜マッサージからマゾへの快楽調教 サキ女王様編〜（サキ）
- 戦極姫7〜戦雲つらぬく紅蓮の遺志〜（海野 六郎）
- なないろ＊クリップ（椎名 柚子葉）
- さいらぶ!（姫川 朱乃）

2017年
- シルヴァリオ トリニティ（リン・ミツバ）
- エデンズリッター　淫悦の聖魔騎士ルシフェル編（セシリィ・エルアラド）
- 水葬銀貨のイストリア（煤ヶ谷 小夜）
- 他の男の精液で孕むとき1＆AFTER STORY（佐藤 恵美）
- ようこそ!スケベエルフの森へ（ルーシェ・メネルミア）
- Chrono Box（彬白 夜々萌）
- 外道魔法少女りんね〜悪淫悪化〜（天道 りんね）
- ウチに泊めてよ♪ 〜ビッチなJKとハメまくり同棲性活〜（桜井 瑠美夏）
- 虜ノ雫〜夏の豪華客船で穢される処女たち〜（水梨 ナディア）
- 茜色の境界線（姫路 紫苑）
- タンテイセブン（横溝 薬子）
- DSKBJCS 〜どすけべじゅ〜し〜ず♥〜（あいな）
- 真・恋姫†夢想-革命- 蒼天の覇王（張宝）
- 超昂神騎エクシール（神騎エクシール / エリス・エクシリア）
- 新妻こよみ（羽衣川 詩乃）
- しごカレ 〜エッチな女子大生とドキ×2ラブレッスン!!〜（竹見 佳純）
- BALDR BRINGER（フェリシー・フラヴィニー）
- VenusBlood-BRAVE-（アクリス＝メノール）
- JKフリーホール（りりあ）
- 艶花サクラメント〜性なる御技と悪霊憑きの少女たち〜（天星 リリィ）
- 過保護なママとむっちむちママさんバレー（御園 望海）
- 巨乳ファンタジー3if（ウェヌス）
- 屈辱（東城 真尋）
- 色情教団（仁見 霧子）
- 三極姫5〜飛将光臨・戦煌の闘神〜（李儒、曹操孟徳）
- 魔装処女〜絶対支配のカルナバル〜（蒼月 玲華）
- 幕末尽忠報国烈士伝 -MIBURO-（甲佐一魅）

2018年
- 人妻寝取り屋（多田羅 結姫）
- CUSTOM ORDER MAID 3D2（滝沢 リサ）
- バタフライシーカー（桐生 梓）
- 美乳淫妹 遥 -TRIPLE PLUS-「こんな恥ずかしいコスプレさせるなんて……この変態!」（文野 琴美）
- ももいろクローゼット（各務原 有栖）
- プレイ！プレイ！プレイ！GO！（高瀬 麗乃、潮 美波、志田 紗理菜）
- まおてん（地遊尼 ゆうり）
- 真・恋姫†夢想 -革命- 孫呉の血脈（張 宝）
- バタフライシーカー ～カオス・ナイトメア～(桐生 梓)
- 未来ラジオと人工鳩（月見里 塔子、女将、おなりくん）
- お前の母ちゃん、良い女だよな。（宮藤 涼子）
- ままはは2（八重山 瞳）
- ビッチリッチパーティ! ～ギャルお嬢様の殿方イキヌキ計画～（姫条院 華莉菜）
- 黒獣・改 ～気高き聖女は白濁に染まる～（クラウディア・レーヴァンタイン）
- 黒獣2 ～淫欲に染まる背徳の都、再び～（コハク）
- 言の葉舞い散る夏の風鈴（烏丸先生）

2019年
- 姉ちゃんのススメ ～お姉ちゃんのイタズラ性生活～（夏野 詩子）
- ネトッテヤ（木下 加奈子）
- 巨乳ギャルMC交際「こんなオジサンチ○ポに逆らえないなんて……マジありえないっ!」（水羽 綾音）
- 人類最強性欲の嫁 工口倫子（工口 倫子）
- ママは対魔忍（杉田 夏鈴）
- ALL×CATION（夏木 洸）
- 大戦御村正 -魔人覚醒-（榊原 康葉）
- ガールズ・ブック・メイカー -幸せのリブレット-（メフィスト）
- エデンズリッター 第1章外伝 淫難の巫女姫セシリィ編（セシリィ・エルアラド）
- 真・恋姫†夢想 -革命- 劉旗の大望（張 宝）
- 黒ギャル淫妹 杏奈ちゃん ～地味な妹が変貌してお兄ちゃん全力独占!～（鳥沢 杏奈）
- 種付けおじさん異世界へ ～孕ませ士種蒔権蔵、エルフの里へ流れ着く編～（シオン、マリアンヌ）
- もっと!孕ませ!炎のおっぱい超エロ♡アプリ学園!（嬢ケ崎 莉音）
- カオスドミナス（ニオ）
- いかにして俺の妻は孕んだか……（日浦 真知子）
- 白刃きらめく恋しらべ（東雲 瑠璃）
- VenusBlood FRONTIER International（フェンリル、死神サラサ）
- いかにして俺の妻は孕んだか……（日浦 真知子）

2020年
- サルテ（サルテ）
- 絶対女帝都市 ～叛逆の男・カムイ～（ヘレナ）
- はじカノ ～君がいる部屋～（里田 美咲）
- HaremKingdom -ハーレムキングダム-（シャルローネ）
- 母ちゃんの友達にシコってるところ見られた。（西村 詩織）
- 支配の教壇II（御小柴 朱梨）
- 母さんのオトコ2 ～最愛の母に群がる雄～（桜木 詩乃）
- 女装神話(昴)
- 琥珀色のハンター（ディアナ）
- 異世界孕ませハーレムパーティー ～最弱の解析スキルが異常発達してエッチな弱点を丸裸に！最強の爆乳冒険者たちを肉便器化！～（リルカ）
- 冥契のルペルカリア（折原 氷狐）

2021年
- 同級生リメイク（真行司 麗子）
- 聖奴隷学園2（東妻 紫陽花）
- イクイク♡サキュバス再教育 ～落第淫魔の交姦留学日誌～（ルク・オルクス）
- グラン・オダリスク（ヒュリヤ）
- 巨乳ファンタジー4 -修道士アストル-（セレスティア）
- 高貴な爆乳エルフ姫騎士をわからせ!メス媚び孕ませ穴にする性活（ファリナ）
- コイカツ！サンシャイン（気さく）
- ムチムチデカパイマラ喰いお狐様とお狸様と肉欲まみれパコパコ田舎暮らし（お珠）
- 屈辱3（小野崎 日和）
- 女装創世記（昴）
- ねぇねぇ姉（雨宮 伊鞠）
- 大きいことはHなことだ! 高身長お姉さんたちとぶっかけハーレム性活（高峰 毘奈）
- 家をたまり場にするデカパイギャルたちを巨チンでわからせ! ～メス猿共をハメ回すだけの孕ませハーレム性活!～ （芽愛）
- 聖ヤリマン学園パコパコ日記2021（みほ）

2022年
- VenusBlood Savior（ルーリエ）
- 1/1彼氏彼女（コレット・カルリーニ）
- 7th Divine 〜白銀の聖女と漆黒の魔王〜（熊谷 すず）
- サキュバス種付けパーク ～人間を餌にする淫魔たちをわからせて孕ませオナホアトラクションにして遊びまくる～（芽依沙）
- VenusBlood AfterDays Episode 8 吸血公女のリゾート大作戦（ヴァニラ）
- VenusBlood DarkChronicle Episode4 不死の主従と絶望の末路（ヴァニラ）
- 深淵のラビリントス（エルミット）
- 搾精病棟〜邪悪なるお局ナースが潜む病院で調教生活〜（モチヅキ）
- 搾精病棟〜凶悪なる看護師長が支配する病院の深淵へ潜入捜査〜（モチヅキ）
- 姦禁病棟～巨乳痴女ナースの入淫看護記録～（緋本 宮美）
- 廃村少女〜妖し惑ひの籠の郷〜（籠女）
- 真・恋姫†英雄譚5 ～乙女耀乱☆三国志演義［魏］～（張宝）
- もっと!孕ませ!炎のおっぱい異世界 おっぱいメイド学園!～（エルマ・サベンティラ）

2023年
- 完堕ちX寝取られ家族 〜アナタ、許して。私たち、浮気セックスに本気でハマっちゃったの〜（日高 アリサ）
- 戦国†恋姫EX参～毛利家の絆編～（木下 ひよ子 秀吉）
- 進軍ゴブリン軍団2 ～淫獣軍VS. INTRUDER～（スヴェトラーナ）
- VenusBlood GAIA International（ククル・カナン、ヴァニラ、ホルスタウロス）
- エッチなお姉ちゃんが、褐色巨乳の悪魔だった件（レヴィオラ）
- 艶嬢学園 ～【炎上女子】を指導せよ！～ (スルト)
- ミート・イート・ガール (棗 マコト)
- 真・恋姫†英雄譚外伝 -白月の灯火-（張宝）

2024年
- 廃村少女 アペンドパッチ ～絡艶異聞～（籠女）
- エッチなお姉ちゃんが、褐色巨乳の悪魔だった件2 ～新たな悪魔ミリス登場♪～（レヴィオラ）
- セレクトオブリージュ（葦華 真智）
- エッチなお姉ちゃんが、褐色巨乳の悪魔だった件3 ～お姉ちゃんたちと学園エッチ♪～（レヴィオラ）
- VenusBlood -AfterDays- Episode:10 白の女帝は癒されたい（シルヴィア・ハマルティア）
- VenusBlood -AfterDays- Episode:11 漆黒のメイド長奮闘記（シルヴィア・ハマルティア）
- VenusBlood DarkChronicle Episode6 虜囚の令嬢たち（シルヴィア・ハマルティア）
- 艶嬢学園2 ～熾天使たちの花園～（スルト）
- 孕ませテイマーの異世界学園無双 ～巨乳メスたちを子作りテイムして最強のハーレム軍団を作って成り上がる!～（レナス）
- 妻は今夜も奪われる ～清楚系巨乳人妻は調教済み肉穴奴隷～（小宮 桜良）

2025年
- 廃村少女 外伝 ～嬌絡夢現～（籠女）
- バカップル・サプリメント（獅子王 凛）
- 巨乳ファンタジー5 〜王子リーン〜（ゾナ）
- Venus Blood VALKYRIE（リーンフォルテ）
- 巨乳な友達の母を若い巨チンで寝取って孕ませハーレムを作る話（伊織）

### ソーシャルゲーム
- いくさひめ〜天下ワレメの戦い〜[324]
- ガールズ&プレジデンツ（仙道翼/三井ころも）[325]
- UNITIA 神託の使徒×終焉の女神（ユーディット、シリーナ）
- 要塞少女（ガーベラ、ノノ、クロエ）
- 超昂大戦 エスカレーションヒロインズ（神騎エクシール / エリス・エクシリア)
- Deep One 虚無と夢幻のフラグメント(供遠 七羽)

### ドラマCD
- シャルロット～Charlotte～（2004年 - 2007年、パトリシア＝ダグラス[326]）
  - パゾリーニに花束を（2010年 - 2011年、パトリシア＝ダグラス）
- サウンドミステリードラマ 夢見る貝（2011年、入間 初美）
- 仙獄学艶戦姫ノブナガッ！〜淫華繚乱、水着大戦！〜 限定版（2011年、今川〈アリス〉義元[327]）

### 音声作品
- 催眠的な彼女1月号（2011年）

### Webラジオ
- アケミとマリカのがっちゅみりみり放送局（2004年 - 2005年）- 第45回よりパーソナリティを務める
- メイメイ×まりやのわからないにもほどがあるッ!!（2008年 - 2011年）
- ぱんの耳っ♪（2007年 - 2008年、studio774）

## ディスコグラフィ

### キャラクターソング
| 発売日        | 商品名                                                      | 歌                     | 楽曲                               | 備考                                                                        |
| ------------- | ----------------------------------------------------------- | ---------------------- | ---------------------------------- | --------------------------------------------------------------------------- |
| 2024年5月22日 | AnimeFestaORIGINAL 主題歌集 -メンズ、青年ジャンルselection- | 雷土吏子（御苑生メイ） | 「シークレット・ミッション・ラブ」 | テレビアニメ『しーくれっとみっしょん〜潜入捜査官は絶対に負けない!〜』主題歌 |